# H.B.K.
H.B.K., ou H.B. & K., de Humboldt, Bonpland e Kunth, é a abreviatura padrão usada em botânica sistemática para identificar as espécies que foram descritas por Karl Sigismund Kunth a partir de espécimes colectados por Alexander von Humboldt e Aimé Bonpland durante a sua expedição ao continente americano.